# Mallory Franklin
Pour les articles homonymes, voir Franklin.
Mallory Franklin, née le 19 juin 1994 à Windsor, est une céiste et kayakiste britannique.

## Palmarès

### Championnats du monde
- 2013 à Prague
  -  Médaille d'argent en C1
- 2014 à Deep Creek Lake
  -  Médaille d'argent en C1
- 2017 à Pau
  -  Médaille d'or en C1
  -  Médaille d'or en C1 par équipe
- 2018 à Rio de Janeiro
  -  Médaille d'or en C1 par équipe
  -  Médaille d'argent en C1
  -  Médaille d'argent en K1
  -  Médaille de bronze en K1 par équipe
- 2019 à La Seu d'Urgell
  -  Médaille d'or en K1 par équipe
- 2022 à Augsbourg
  -  Médaille de bronze en C1
  -  Médaille de bronze en C1 par équipe

### Championnats d'Europe
- 2012 à Augsbourg
  -  Médaille d'argent en C1
  -  Médaille de bronze en C1 par équipe
- 2014 à Vienne
  -  Médaille d'or en C1 par équipe
- 2015 à Markkleeberg
  -  Médaille d'argent en C1
  -  Médaille de bronze en C1 par équipe
- 2016 à Liptovský Mikuláš
  -  Médaille d'or en C1 par équipe
  -  Médaille de bronze en C1
- 2017 à Tacen
  -  Médaille d'or en C1 par équipe
- 2018 à Prague
  -  Médaille d'or en C1 par équipe
  -  Médaille d'argent en C1
- 2019 à Pau
  -  Médaille d'or en C1
  -  Médaille d'or en C1 par équipe
  -  Médaille d'argent en K1
- 2021 à Ivrée
  -  Médaille d'or en K1 par équipe
  -  Médaille d'argent en C1 par équipe
- 2022 à Liptovský Mikuláš
  -  Médaille d'or en C1
  -  Médaille d'argent en K1 extrême
  -  Médaille d'argent en K1 par équipe
  -  Médaille de bronze en K1
- 2023 à Cracovie (aux Jeux européens de 2023)
  -  Médaille d'argent en C1 par équipe
  -  Médaille de bronze en C1